# Уджулю
Уджулю (на китайски: 烏珠留; на пинин: Wūzhūliú) е шанюй на хунну, управлявал от 8 година пр.н.е. до 13 година.

## Живот
Той е син на шанюя Хухансие и наследява трона след смъртта на своя брат Дзюя. Първоначално Уджулю продължава тяхната политика и управлява като васал на империята Хан, но китайците започват да предявяват все по-големи претенции, включително за териториални отстъпки.
Напрежението между двете страни се засилва при управлението на регента Уан Ман. През 9 година Уан Ман се обявява за император на империята Син, след което отнема васалния статут на Уджулю и започва да се отнася към него като към китайски чиновник. Малко по-късно той се опитва да го отстрани и да раздели земите на хунну между 15 отделни шанюя, което предизвиква открита война. От 10 година хунски войски опустошават крайграничните области. През 11 година Уан Ман концентрира по границите значителна армия, но тя не успява да спре нападенията.
Уджулю умира през 13 година и е наследен висшия сановник Улей.